# Truhanes (serie de televisión)
Truhanes es una serie de televisión cómica española, emitida por la cadena Telecinco en la temporada 1993-1994. Se trata de la continuación de la película del mismo título, estrenada en 1983. Cada episodio de la serie contaba con un presupuesto de 17 millones de pesetas.

## Argumento
La serie se centra en la vida de dos estafadores profesionales con personalidades opuestas: Ginés Giménez (Rabal), campechano y simpático y Gonzalo Miralles (Fernández), sofisticado y calculador. Junto a ellos, un niño, interpretado por Vicente Gascón, ejerce de aprendiz.

## Reparto
- Francisco Rabal era Ginés Giménez.
- Arturo Fernández era Gonzalo Miralles.
- Eulália Ramón era Susana.
- Ovidi Montllor era Manel.
- Susana Bequer era Montse.
- Vicente Gascón era Alfredo.

## Listado de episodios (parcial)
- El reencuentro - 5 de octubre de 1993 
  - Ovidi Montllor

- Un favor se le hace a cualquiera - 2 de octubre de 1993

- La tontina - 26 de octubre de 1993
  - Luis Ciges

- La subasta - 5 de noviembre de 1993     
  - José María Caffarel  
  - Antonio Gamero
  - Kiti Manver

- Dos mujeres ofendidas - 12 de noviembre de 1993
  - Lupita Ferrer
  - Yvonne Reyes

- El restaurante francés - 19 de noviembre de 1993

- Guerra al gabacho - 26 de noviembre de 1993
  - Marujita Díaz

- El amor no tiene edad - 3 de diciembre de 1993

- La condesa polaca - 10 de diciembre de 1993
  - Olegar Fedoro - Kazimierz 
  - Irina Kuberskaya - Agneshka 
  - Cristina Higueras
  - Ovidi Montllor
  - Javier Escrivá

- Alguien llama a la puerta - 17 de diciembre de 1993

- Cuatro reyes magos - 24 de diciembre de 1993
  - Ovidi Montllor

- Adivíneme el porvenir - 7 de enero de 1994
  - Narciso Ibáñez Menta

- Yo perdí todo en veinte días - 6 de marzo de 1994
  - Fiorella Faltoyano

- El último autobús - 21 de marzo de 1994
  - Teresa Gimpera

- El mundo es mi camino - 6 de abril de 1994

- Somos como niños - 3 de abril de 1994

- El mundo es mi camino - 10 de abril de 1994

## Premios y nominaciones
- Fotogramas de Plata: Francisco Rabal, ganador al premio de Mejor actor de Televisión.
- TP de Oro: Francisco Rabal, nominado al premio de Mejor actor